# Свистун білочеревий
Свистун білочеревий (Pachycephala lanioides) — вид горобцеподібних птахів родини свистунових (Pachycephalidae). Ендемік Австралії.

## Підвиди
Виділяють два підвиди:
- P. l. carnarvoni (Mathews, 1913) — західне узбережжя Австралії;
- P. l. lanioides Gould, 1840 — північно-західне узбережжя Австралії;
- P. l. fretorum De Vis, 1889 — північне узбережжя Австралії.

## Поширення і екологія
Білочереві свистуни живуть в магрових лісах.